# Westphalia (Missouri)
Westphalia è un comune (city) degli Stati Uniti d'America della contea di Osage nello Stato del Missouri. La popolazione era di 389 abitanti al censimento del 2010. Fa parte dell'area metropolitana di Jefferson City.
Westphalia è fortemente influenzata dall'eredità tedesca della maggior parte dei suoi abitanti. Molti dei primi coloni dell'area provenivano dalla regione della Vestfalia (Westphalia in inglese) in Germania, da cui il nome. Molti edifici sono influenzati dall'architettura tedesca del XIX secolo e le strade sono etichettate sia in inglese che in tedesco. Il centro della popolazione del Missouri si trova a Westphalia.

## Geografia fisica
Westphalia è situata a 38°26′25″N 91°59′52″W (38.440207, -91.997887).
Secondo lo United States Census Bureau, ha un'area totale di 0,53 mi² (1,37 km²).

## Storia
Westphalia fu pianificata nel 1835, e prende il nome dalla Vestfalia (Westphalia in inglese), in Germania, la patria di una grande parte dei primi coloni. Un ufficio postale chiamato Westphalia è in funzione dal 1848.

## Società

### Evoluzione demografica
Secondo il censimento del 2010, la popolazione era di 389 abitanti.

### Etnie e minoranze straniere
Secondo il censimento del 2010, la composizione etnica della città era formata dal 97.7% di bianchi, lo 0.0% di afroamericani, lo 0.0% di nativi americani, lo 0.5% di asiatici, lo 0.0% di oceanici, lo 0.0% di altre razze, e l'1.8% di due o più etnie. Ispanici o latinos di qualunque razza erano lo 0.8% della popolazione.